# Corsewall Point

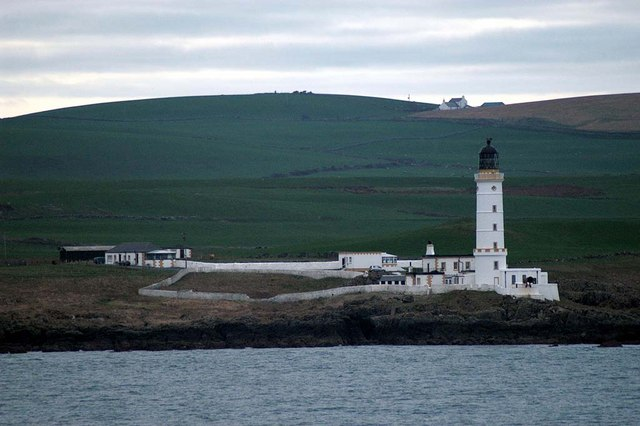
Corsewall Point mit dem Corsewall Lighthouse

Corsewall Point ist ein Kap in Schottland. Es markiert den nordwestlichen Abschluss der Halbinsel Rhins of Galloway in der Council Area Dumfries and Galloway und gleichzeitig die Mündung des Firth of Clyde in den Nordkanal.
Die Bezeichnung „Corsewall“ leitet sich von einer Heilquelle am Ostrand des Kaps ab. An diesem nach Columban von Iona benannten St Columba’s Well ragte einst ein Kreuz auf. Hieraus ergab sich der Name „Cross Well“, der im Laufe der Zeit zu „Corsewall“ verschliff.

## Bauwerke

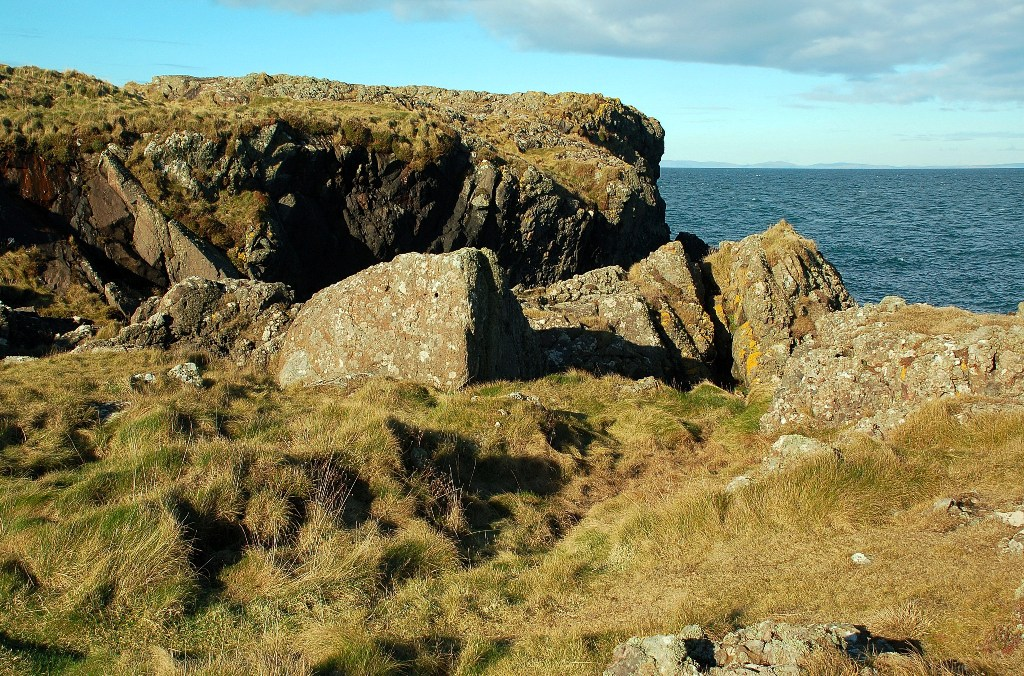
Überreste des Forts

An Corsewall Point finden sich die Überreste eines Promontory Forts. Die Anlage liegt auf einem vorgelagerten, mit der Landmasse verbundenem Felsen. Ein Einschnitt in der natürlichen Landbrücke wurde als Schutzmaßnahme künstlich vertieft. Ein Wall sicherte das Fort.

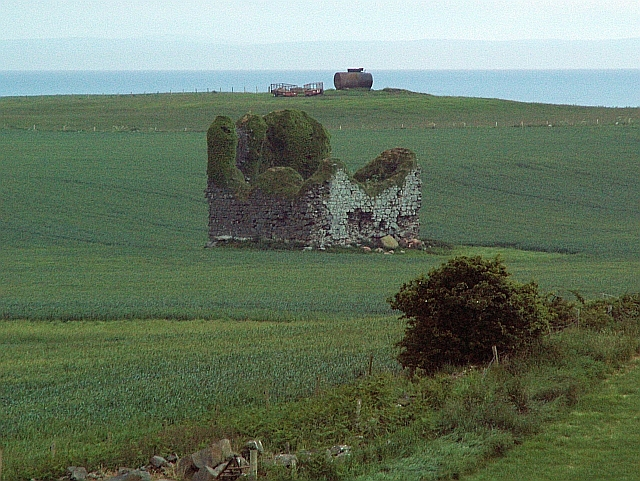
Ruine von Corsewall Castle

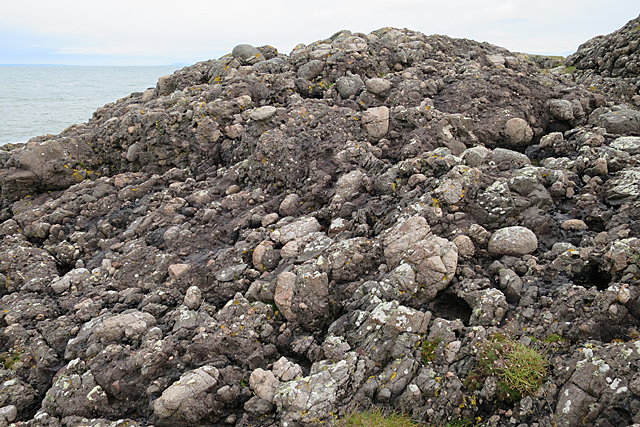
Konglomerat von Corsewall

Rund 1,5 km landeinwärts sind die Ruinen des Tower House Corsewall Tower zu finden. Der Wehrturm stammt aus dem 15. Jahrhundert und zählte zu den Besitztümern des Clans Campbell. Im Laufe des 18. Jahrhunderts wurde Corsewall Tower zugunsten von Corsewall House aufgegeben.
In den 1810er Jahren wurde an Corsewall Point der Leuchtturm Corsewall Lighthouse erbaut. Es leitet den Schiffsverkehr um die Nordwestspitze der Rhins of Galloway in den Loch Ryan sowie in den Firth of Clyde. Die ehemaligen Behausungen der Leuchtturmwärter wurden nach 1994 verkauft und werden seitdem als Hotel genutzt.